# アンリ・ラングロワ
アンリ・ラングロワ（Henri Langlois、1914年11月13日 - 1977年1月13日）は、フランス政府が大部分出資するフィルム・アーカイヴであるシネマテーク・フランセーズ（Cinémathèque française）と映画博物館（Musée du Cinéma）の創設者である。

## 来歴・人物

### 誕生 - 戦前
1914年11月13日、トルコ共和国（当時オスマン帝国）イズミルに生まれたアンリ・ラングロワは、映画フィルムの保存および修復事業の先駆者であり、シネマテーク・フランセーズのフィルム修復技術者のひとりである。ジャーナリストの父を持ち、青春期をパリの名門リセ・コンドルセ校（Lycée Condorcet）で過ごした。
彼は私費を投じて、ごくわずかなフィルムからこのアーカイヴの運営を始めた。創設時のフィルムの保管場所は、ラングロワの家のバスタブだったという話もある。だがその後数十年間で、コレクションは数千タイトルを数えるほどになった。
21歳のアンリ・ラングロワ、24歳のジョルジュ・フランジュ、そして28歳のジャン・ミトリは1936年9月2日、パリにシネマテーク・フランセーズの前身となるシネマ・アーカイヴをつくった。アーカイヴ創設時のフィルムはわずか10本。当時、映画フィルムは公開後に裁断されてマニキュアなどの原料とされていたが、それを買い集めたものだったという。それが1970年には6万本を超えた。所蔵されていたフィルムの大半は劣化しやすいセルロイド製で、長期間保存するためには厳しく管理された環境を必要とした。だが単にフィルムを保管するだけにとどまらず、ラングロワは破損したフィルムの修復や復元、上映を行った。
第二次世界大戦中は、ラングロワたちは数多くのフィルムをナチス・ドイツの手から救った。人びとから忘れ去られそうなフィルムを救いたいというラングロワの願いには、ルーツがあると考えられる。第一次世界大戦中、彼の生まれ故郷の町は、破壊と略奪を受けた。ラングロワの子ども時代、イズミルはスミルナというギリシャ語の名前をもつ町だった。だがスミルナの港は、1919年にトルコ軍の基地を襲撃し一帯を占領したギリシャ軍によって、一部破壊された。1922年にはトルコ軍が町を奪還したが、この時にはギリシャ人の大半が国外に追放されたり殺されたりしたのである。

### 戦後
ラングロワは、フィルムだけでなくカメラや映写機、衣裳、セット、脚本、ポスターにいたるまで、映画に関わるありとあらゆる品物を保管収集の対象とした。また彼は、保存や修復と同じくらい、フィルムの上映にも力を入れた。ラングロワが、1960年代のヌーヴェル・ヴァーグ期のフランスの映画人に対して与えた影響は、はかりしれない。若き日のフランソワ・トリュフォー、ジャン＝リュック・ゴダール、クロード・シャブロル、アラン・レネ、エリック・ロメールといった、ラングロワのシネマテークで映画を浴びるように観た若者たちが、自らのシネマクラブを作り、『カイエ・デュ・シネマ』誌の批評家となり、やがて映画監督の道を歩むこととなったのである。彼らのなかには自らを「シネマテークの子どもたち」と称する者もいた。ラングロワと彼のシネマテークの名声は高まり、世界中の映画人からも一目置かれる存在であった。
1966年2月1日から14日、および3月14日から27日にかけて、「世界前衛映画祭」が草月会館ホールで開催された。プログラムはラングロワによって選定され、上映プリントもシネマテーク・フランセーズ所有のものが多く使われた。ラングロワは映画祭に参加するため来日した。クリス・マルケルの『ラ・ジュテ』『不思議なクミコ』、アラン・レネの『ゲルニカ』『夜と霧』『世界のすべての記憶』、『アンダルシアの犬』『貝殻と僧侶』『白い馬』などが上映された。来日中、ラングロワは熊井啓の『日本列島』と五所平之助の『恐山の女』を鑑賞。そして帰国後、『日本列島』をシネマテークで上映した。
シネマテークはラングロワ独自のやり方で運営されており、組織を管理するという意識が希薄だったため、財政援助を行う政府からは白い目で見られていた。1968年2月、政府の意向を受けたフランスの文化大臣アンドレ・マルローは、突如ラングロワの更迭を行った。これが「ラングロワ事件」である。だがすぐさま、すさまじい批判活動が始まった。さまざまな分野の芸術家や知識人、それにチャールズ・チャップリンやエリッヒ・フォン・シュトロハイム、ジョン・フォード、オーソン・ウェルズ、黒澤明といった海外の映画人からも、ラングロワ復帰を求める署名がよせられた。パリでは、フランソワ・トリュフォー、ジャン＝ピエール・レオ、アラン・レネ、ジャン＝リュック・ゴダール、ジャン・マレーたちが「シネマテーク・フランセーズ擁護委員会」に結集して、ラングロワの復職を叫んでデモに参加。当初強硬な姿勢で臨んだ政府だったが、同年4月にはラングロワや解雇した職員たちをすべて元のポストに復職させるという、映画人たちの全面的勝利に終わった。一方で、ラングロワの恣意的な運営によるシネマテークの問題も明るみに出され、ラングロワ個人のカリスマ性がシネマテーク・フランセーズを支配する時代が終わる。
1970年に、『アンリ・ラングロワ』と題されたイギリスのドキュメンタリー番組が製作された。そのなかで彼は、イングリッド・バーグマンやリリアン・ギッシュ、トリュフォー、カトリーヌ・ドヌーヴ、それにジャンヌ・モローらとのインタビューで、自分の仕事と人生について語っている。
1972年6月14日、シャイヨ宮に映画博物館が創設された。
1974年4月2日、シネマテークの仕事に対する長年の功績に対して、米アカデミー特別賞（第46回アカデミー賞）を受賞。
1977年1月13日、病気のためパリで死去。死の直前までシネマテークの仕組みをアメリカなど他の国にも広めようと尽力した。

### 死後
墓はパリのモンパルナス墓地にある。墓石には、古今東西の映画の1シーンがコラージュされ埋めこまれており、「呪われた映画祭」の共催者であるジャン・コクトーが彼をたたえた言葉「我らの財宝を守る竜神 Ce dragon qui veille sur nos trésors」が刻まれている。パリの13区には、ラングロワの名を冠した広場がある。
3時間半におよぶドキュメンタリー映画『アンリ・ラングロワ ファントム・オブ・シネマテーク』が、彼に敬意を表して2004年に製作された。監督はジャック・リシャール。1936年の創設から1977年のラングロワ死去までのシネマテーク・フランセーズの偉業が、生き生きと綴られた作品である。
亡くなった年、ドイツの映画監督ヴィム・ヴェンダースは『アメリカの友人』を彼に捧げた。この作品は、草創期の映画に対して数々のオマージュが捧げられている。

## フィルモグラフィー

### 監督
- Le Métro （1934年）短編、共同監督ジョルジュ・フランジュ

### 出演
- Cinéastes de notre temps - La nouvelle vague par elle-même （1964年）監督アンドレ・S・ラバルト/ロベール・ヴァレ
- ルイ・リュミエール Louis Lumière （1968年） 監督エリック・ロメール、共演ジャン・ルノワール
- Henri Langlois （1970年） 監督ロベルト・ゲーラ/エリア・ハーション、イギリス作品
- Grierson （1973年）監督ロジェ・ブレ Roger Blais、カナダ作品
- アンリ・ラングロワ ファントム・オブ・シネマテーク Le Fantôme d'Henri Langlois （2004年）監督ジャック・リシャール

※いずれもドキュメンタリー、自身をテーマにしたもの多し。